# 보드게임긱

보드게임긱(BoardGameGeek)은 Scott Alden와 Derk Solko가 보드 게임 취미가를 위한 자원으로 2000년 1월에 설립한 웹 사이트이다. 데이터베이스는 7만7천 여개 이상의 다양한 게임 및 확장팩과 2만1천 여명의 게임 디자이너에 관련된 리뷰, 기사, 세션 보고서, 이미지, 동영상 및 파일을 보유하고 있다. 보드게임긱은 스페이드(Spades)와 같은 공공 영역의 카드 게임 뿐만 아니라 독일식 보드 게임, 전쟁 게임, 카드게임 및 기타 테이블탑 게임을 포함한다. 또한, 게시판(Bulletin boards), 시장(Marketplace), 몇몇 보드 게임 및 같은 위치에 있는 게이머들의 정보 교환을 도와주는 게이머(Gamer) 데이터베이스를 제공한다. 보드게임긱은 보드 및 카드 게이머들의 동료 없는 자원과 온라인 커뮤니티의 권위로 인식되어 2010년 다이아나 존스 상(Diana Jones Award)을 수여 받았다.

## 순위
게임 데이터베이스 외에도 보드게임긱의 논란의 대상이 되는 특징들 중 하나는 플레이어들의 평가에서 얻어진 통계 정보이다. 사용자들은 사이트에서 1~10 범위 내에서 게임을 평가할 수 있다. 각 게임에 평균 및 베이즈 확률(Bayesian average)이 표시된다. 베이즈 시스템은 등급보다 전체 평균에 가까운 게임들의 평균을 끌어내기 위해 모형 등급들을 추가한다. 이것은 게임의 순위 리스트를 생성하는 데 사용되는 평균 집합이다. 적어도 30 등급 안에 포함돼야 목록에 기록된다.
2006년 상위권 전쟁게임의 추가 목록이 만들어졌다. 일반적으로 작은 수의 등급을 받은 게임들은 종합 평가 목록에서 손실을 입었다. 2010년에는 추상 게임, 사용자 정의 게임, 어린이 게임, 가족 게임, 파티 게임, 전략 게임, 주제 게임 등이 포함된 카테고리 목록이 소개되었다.
플레이어들은 게임의 규칙이 얼마나 쉽고 어려운지 1~5 범위에서 평가할 수 있는데, 이것은 등급 계산에 사용되지 않는다. 2003년에서 2015년 사이에 보드게임긱에서 1위를 달성한 게임은 푸에르토 리코(Puerto Rico), 아그리콜라(Agricola), 황혼의 투쟁(Twilight Struggle) 3개 뿐이다.

## 커뮤니티
보드게임긱은 2015년 2월 18일 기준으로 1백만 명 이상의 사용자가 있는 대규모 커뮤니티이다. 주된 활동은 긱목록 창조로, 그 목록은 특정 테마 또는 사람들이 교역하기 원하는 게임들을 기반으로 한다. 또한, 게임 또는 비게임 관련 주제들을 논의하는 도구로도 사용된다. 회원들이 테마 대 기술의 장점, 유럽 대 미국의 디자인, 게임 등급, 게임 추천, 게임 그룹 및 일반적인 게임 활동과 같은 주제들을 토론하는 포럼들도 있다. 게이머들은 채팅방 사용, 길드 참여, 블로그 작성 또는 팟캐스트 듣기 등으로 각기 다른 온라인을 알 수도 있다. 늑대인간(Werewolf ) 플레이어들의 대형 커뮤니티가 있으며, 그 포럼에서 온라인 게임들이 자주 마련되기도 한다. 몇 년전에 비밀 산타 선물 교환(Secret Santa gift exchange)이 소개됐으며, 2010년에는 1천700여명 이상, 2014년에는 2천700여명 이상이 참가했다. 또한, 매년 열리는 BGG.CON 게임 대회는 보드게임긱 회원들이 직접 만나 게임할 수 있는 기회를 제공하며, 커뮤니티의 이해와 발전을 돕는다.

## 긱골드(GeekGold) 사례금
이 사이트는 사이트 컨텐츠를 제공하는 사용자들에게 보상하기 위해 가상 화폐, '긱골드(GeekGold)'를 사용하며, 항목에는 새로운 게임, 게임 사진, 게임 리뷰, 게임 세션, 가상 화폐, 규칙 번역, 게임 보조 등을 포함한다. 원래는 관리자들이 긱골드를 수여했으나 나중에는 긱모드(GeekMod)라고 불리는 자동중재시스템이 수행했는데, 이 시스템은 사용자들에게 찬성 제출을 투표하게 하고 긱골드를 준다. 긱골드는 다양한 배지뿐만 아니라 아바타를 구입하는 데 사용되며, '팁'의 형태로 사용자들 사이에서 양도될 수 있다.
긱골드가 처음 출시되었을 때, 실제 현금으로 구입할 수 없었으나 최근 몇 년 동안 변경됐다. 허리케인 카트리나(Hurricane Katrina)의 여파로 2005년 9월 1~5일부터 사용자들은 현금으로 긱골드를 구입할 수 있었고, 이에 대한 수익금, 3만6천403달러는 적십자에 기부됐다. 2008년 1월 2일부터 사이트는 기부자들에게 기부된 모든 달러에 대한 긱골드 한 개를 제공했으며, 그 긱골드는 이전 기부자들에게 제공된 '후원자 배지'를 보충하기 위한 '감사의 표현'으로 발표됐다. 2010년 이후, 매년 연말 후원 드라이브는 새로운 후원자 수에 비례한 긱골드 보상을 포함했는데, 각 후원자에게 발행된 긱골드가 100 이상에 다다르며 그 가치를 축소시키기에 이르렀다.
긱골드는 가끔 실제 현금 또는 게임에 거래되며, 회원들이 게임 및 액서서리를 교환하는 대가로 긱골드를 입찰할 수 있는 '긱옥션(GeekAuctions)' 및 '긱골드복권용 게임(Games-for-GeekGold Lotteries)'이 있다. 사용자들 사이에서의 긱골드와 현금의 직거래는 달러 대 약 50긱골드라는 우세한 환시세를 낳았다.
개인 노력에 대한 보상을 위한 다른 시스템은 양질의 기부에 대한 '찬성(Thumbs up)' 아이콘 사용이다. 사용자들은 인식을 받을만한 것을 볼 때마다 찬성을 포상할 수 있다. 찬성은 사용자의 파일에 기록되지만 긱골드처럼 혜택을 구입하는 데 사용될 수 없다.

## 대회
2005년 초기에 Scott Alden와 Derk Solko는 BGG.CON이라 불리는 보드게임 연례 대회를 발족했다. 그 대회가 모든 사람에게 열려있는 동안 보드게임긱의 등록 사용자들이 압도적으로 참석했고 사이트에서는 힘껏 홍보했다.
첫 BGG.CON은 미국 텍사스 댈러스에 있는 '웨스틴 시티 센터(Westin City Center, 현재 폐쇄)'에서 열렸고 250명이 참석했다. 그 대회는 주로 오픈 게임을 중심으로 조직됐는데, 참석자들이 게임을 확인할 수 대형 게임 라이브러리를 특별히 포함했다. 다른 일정의 이벤트에는 벼룩시장, '텍사스 홀덤(Texas Hold 'Em)' 시합, 게임 쇼 경연대회 및 최우수상 그림이 있었다. 2006년에는 참석자가 400명으로증가했으며, 이벤트 목록에 보물 사냥이 추가됐고 '골든긱어워드(Golden Geek Awards)'가 처음으로 수여됐다.
텍사스 댈러스에 위치한 웨스틴 시티 센터에서 다음과 같은 행사를 열었다.
- November 15–18, 2005
- November 9–12, 2006

2007년에 BGG.CON은 출석률 성장에 따라 텍사스 어빙에 있는 웨스틴 DFW (The Westin DFW)으로 이전됐으며, 이 곳에서 다음과 같은 행사를 열었다.
- November 15–18, 2007
- November 20–23, 2008
- November 19–22, 2009
- November 17–21, 2010
- November 16–20, 2011

2012년, 대회는 증가한 참석자들로 인해 더 큰 장소인, 텍사스 댈러스 포트워스 국제공항(Dallas/Fort Worth International Airport) 내에 있는 하야트 레건시 DFW(Hyatt Regency DFW)로 다시 이전했으며, 이 곳에서 다음과 같은 행사들이 열렸다.
- November 14–18, 2012
- November 20–24, 2013
- November 19–23, 2014

2014년에 2015년 대회 2개가 추가로 아래와 같이 발표되었다.
- BGG@SEA - 카리브해 유람선 상에서의 일주일 대회 (2015년 3월 29일 ~ 4월 5일 개최)[10]
- BGG♥FAM - 어린이 위주의 가족친화형 대회 (2015년 3월 22일 ~ 25일 개최)[11]

## 보드게임뉴스
보드게임에 관한 많은 양의 뉴스와 해설의 제공에 최선을 다하는 특정 산업 중심의 뉴스 사이트, '보드게임뉴스(Boardgame News)'는 BoardgameNews.com이 주최했으나 2010년 년말에 BoardgameGeek.com과 합병할 것을 발표했다.합병 당시, 보드게임뉴스 객원작가들은 독자성을 유지하기 위해 웹사이트, Opinionated Gamers를 만들기로 결정하고, 뉴스 칼럼 일부분을 보드게임긱에 전송하지 않았다.
보드게임뉴스의 동화이후, 에릭 마틴(W. Eric Martin)이 편집한 디자이너 다이어리라든가 새로운 배포 및 게임 소식에 관련된 정보가 보드게임긱 뉴스 블로그에 정기적으로 출판됐다. 최근 몇 년 동안, 'IOS 보드 게임(IOS Board Games)'이라고 불리는 다른 공식 블로그와 함께 확장됐으며, IOS 보드 게임은 디지털 게임에 관련된 뉴스 및 리뷰를 발표한다.

## 골든긱어워드
'골든긱어워드(Golden Geek Awards)'는 매년 그 해의 가장 우수한 새로운 게임에게 주어지는 상으로, 매년 보드게임긱의 등록 사용자들이 선정하며 2006년이 첫번 째 시행된 해이다.

## 같이 보기
- 독일식 보드 게임